# Daniel Söderberg
Daniel Söderberg, född 21 maj 1807 i Rute prästgård på Gotland, död 5 augusti 1882 i Visby, var en svensk präst.
Söderberg blev filosofie magister i Uppsala 1833. Han utnämndes 1839 till lektor i historien och grekiska språket vid gymnasiet i Visby. Söderberg prästvigdes för Visby stift 1842. Han förestod musikdirektörsbefattningen vid Visby läroverk 1846–1847 och skötte samtidigt organistbefattningen vid domkyrkan i Visby. Söderberg valdes 1849 till revisor vid statsrevisionen. Han var riksdagsman vid riksdagarna 1850–1851, 1853–1854, 1856–1858, 1859–1860 samt 1862–1863. Söderberg invaldes 1853 som ledamot i musikaliska akademien. Han blev prebendekyrkoherde i Endre 1857. Söderberg var dessutom teologie doktor, kontraktsprost och ledamot av Nordstjärneorden. Han valdes flera gånger dels till ordförande och dels till musikchef vid musiksällskapet i Visby. Söderberg var en flitig amatörviolinist. Han är begravd på Östra kyrkogården i Visby.